# Phan Minh Cự
Phan Minh Cự (sinh ngày 20 tháng 6 năm 1964) là kiểm sát viên cao cấp Việt Nam. Ông hiện giữ chức vụ Viện trưởng Viện kiểm sát nhân dân tỉnh Kon Tum.

## Tiểu sử
Phan Minh Cự sinh ngày 20 tháng 6 năm 1964, người dân tộc Kinh.
Ông hoàn thành trung học phổ thông hệ 12/12, có bằng Cử nhân luật.
Phan Minh Cự là đảng viên Đảng Cộng sản Việt Nam.
Ông có bằng Cao cấp lí luận chính trị.
Tháng 10 năm 2015, khi đang là Phó Viện trưởng Viện kiểm sát nhân dân tỉnh Kon Tum, Phan Minh Cự được bầu làm Ủy viên Ban Chấp hành Đảng bộ Đảng Cộng sản Việt Nam tỉnh Kon Tum khóa 15 nhiệm kì 2015-2020.
Chiều ngày 23 tháng 1 năm 2017, Phan Minh Cự, Phó Viện trưởng phụ trách Viện kiểm sát nhân dân tỉnh Kon Tum, được Phó Viện trưởng Viện kiểm sát nhân dân tối cao Việt Nam Bùi Mạnh Cường công bố và trao quyết định của Viện trưởng Viện kiểm sát nhân dân tối cao Việt Nam bổ nhiệm giữ chức vụ Viện trưởng Viện kiểm sát nhân dân tỉnh Kon Tum kể từ ngày 1 tháng 2 năm 2017. Đồng thời, Phan Minh Cự, Tỉnh ủy viên, cũng được ông Nguyễn Hữu Hải - Ủy viên Ban Thường vụ Tỉnh ủy, Trưởng Ban Tổ chức Tỉnh ủy Kon Tum, công bố quyết định của Ban Thường vụ Tỉnh ủy Kon Tum chỉ định làm Bí thư Ban cán sự Đảng Cộng sản Việt Nam Viện Kiểm sát nhân dân tỉnh Kon Tum kể từ ngày 1/2/2017.
Sáng ngày 19 tháng 10 năm 2017, Phan Minh Cự, Viện trưởng Viện kiểm sát nhân dân tỉnh Kon Tum, được trao quyết định bổ nhiệm chức danh kiểm sát viên cao cấp.